# Susanne Einhorn
Susanne Einhorn, född 22 april 1960, är en svensk beteendevetare och författare.
År 2011 kom hon ut med boken ”Supernöjda kunder och lyckliga säljare”, en handbok till bra kundservice. Hösten 2016 skrev hon boken ”Bli en bättre säljare” om konsten att bemöta kunder och överträffa kunders förväntningar i dagligvaruhandeln. Våren 2017 kom boken ”Bli en bättre säljare”.
Hon skriver krönikor för affärstidningen Market.
Susanne Einhorn driver sedan 2007 välgörenhetsstiftelsen Familjen Einhorns Stiftelse för att minska barnadödligheten i låginkomstländer.
Susanne Einhorn är sedan 1989 gift med professor och författare Stefan Einhorn och har tre barn.